# Ökensovare
Ökensovare (Selevinia betpakdalaensis) är en gnagare i familjen sovmöss och den enda arten i sitt släkte. Vid upptäckten antogs att arten bör listas i en egen familj men senare forskning placerade ökensovaren bland sovmössen.

## Kännetecken
Djuret når en kroppslängd mellan 7 och 9,5 cm och därtill kommer en 6 till 8 cm lång svans. Vikten ligger mellan 18 och 24 gram. Den tjocka pälsen ger arten ett fylligt utseende. Färgen är på ovansidan grå till rödbrun och på undersidan vitaktig. Svansen bär bara glest fördelade tunna och korta hår. Ökensovaren har fyra fingrar vid framfötterna och fem tår vid bakfötterna. Öronen är jämförelsevis stora och runda.

## Utbredning och habitat
Arten lever i öknen Betpak-Dala i Kazakstan och kanske även i angränsande regioner av Kina. Området är mycket torrt och jorden är rik på salt. Här förekommer bara enstaka växter som malört och gräs.

## Levnadssätt
Det antas att ökensovaren under sommaren inte lever i permanenta bon. De gräver bara bon före vintern och går sedan mellan oktober och februari i ide. Födan utgörs främst av insekter och andra ryggradslösa djur. Honor är dräktiga och föder sina ungar mellan maj och juni. Per kull föds 4 till 8 ungar.

## Population
Arten är sedan upptäckten allmänt sällsynt och beståndets utveckling är okänt. Ökensovaren listas därför av IUCN med kunskapsbrist (data deficient).